# 折野川
折野川（おりのがわ）は、徳島県鳴門市を流れる二級河川である。

## 地理
鳴門市北灘町西部の大麻山に水源があり、同町を通過し瀬戸内海（播磨灘）に注ぐ。右岸山地は崩壊が多く、川は荒廃河川の様相を示す。
下流は平素は水無川である。流路に沿い徳島県道41号徳島北灘線が通り、卯辰越をすぎると大麻比古神社横に達する。下流左岸に「法然上人伝説」の説話に関連する鬼骨寺がある。
平成30年度の水質調査では、河川の水質汚濁の一般的指標として多く用いられるBODは0.7mg/L、大腸菌群数は2,400MPN/100mLであり、市内の河川では最も良好な水質であった。

## 支流
- 上田井川

## 流域の主な施設
- 鳴門市北灘西小学校
- 国道11号（阿波街道）
- 徳島県道41号徳島北灘線
- 鬼骨寺

## 流域の自治体
徳島県
鳴門市